# Geografia Beninu

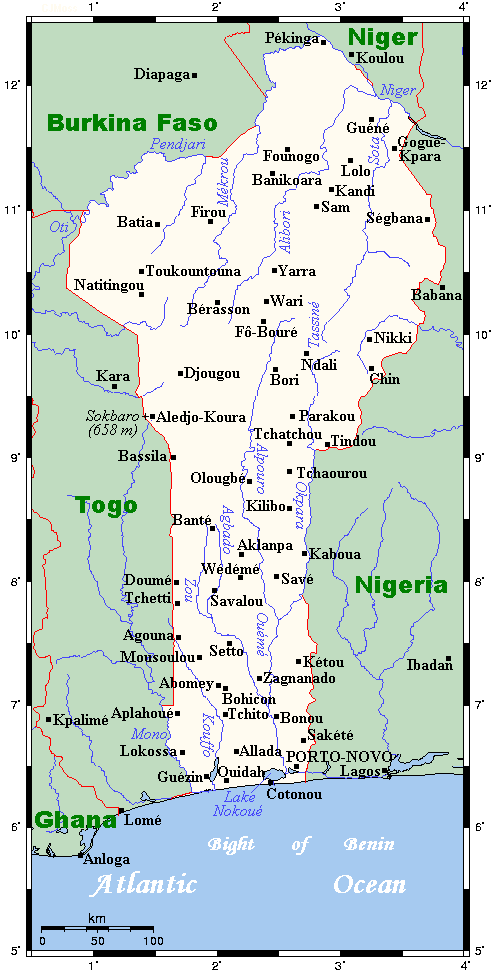
Mapa Beninu

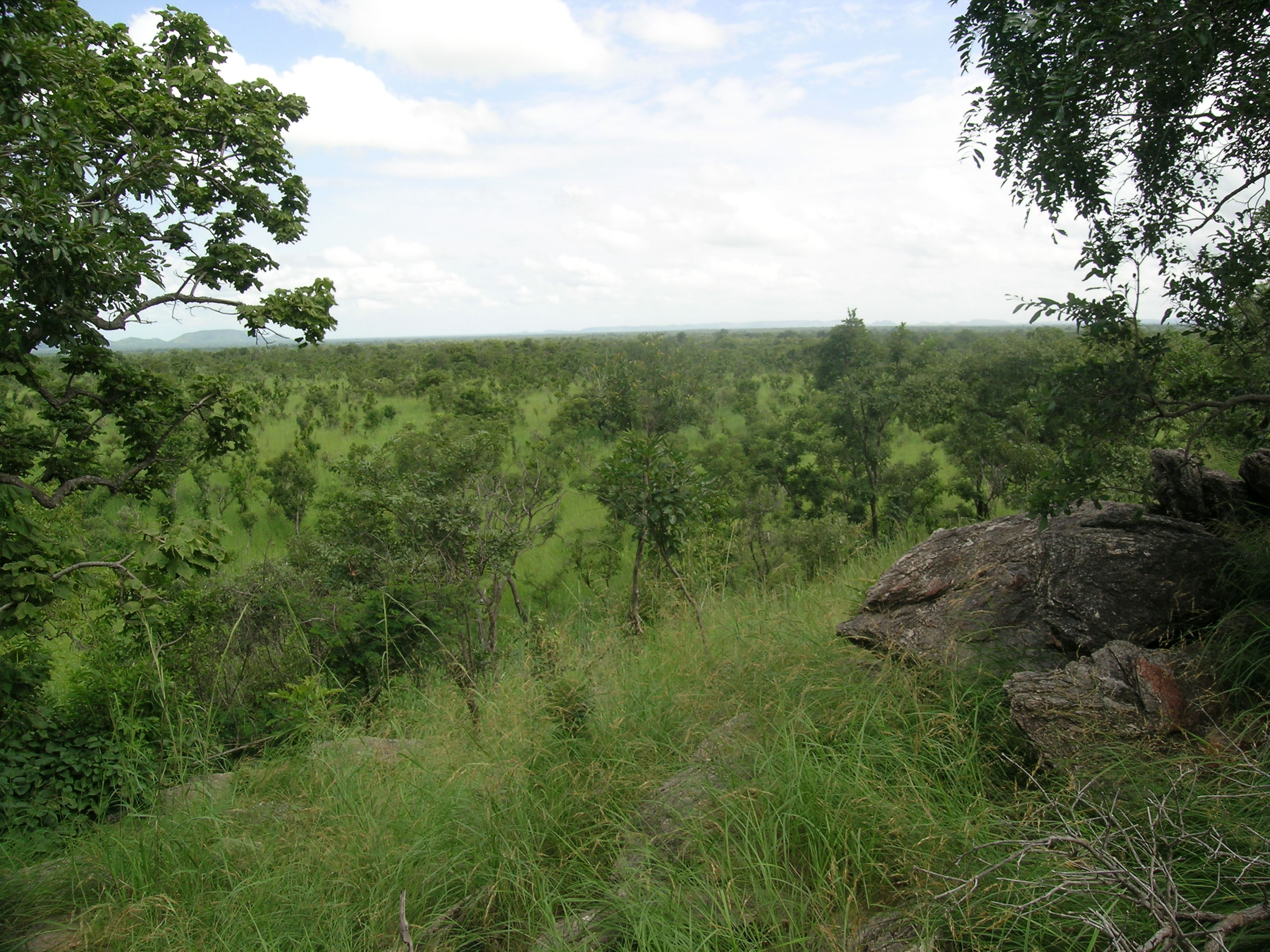
Park Narodowy Pendjari – krajobraz północnego Beninu

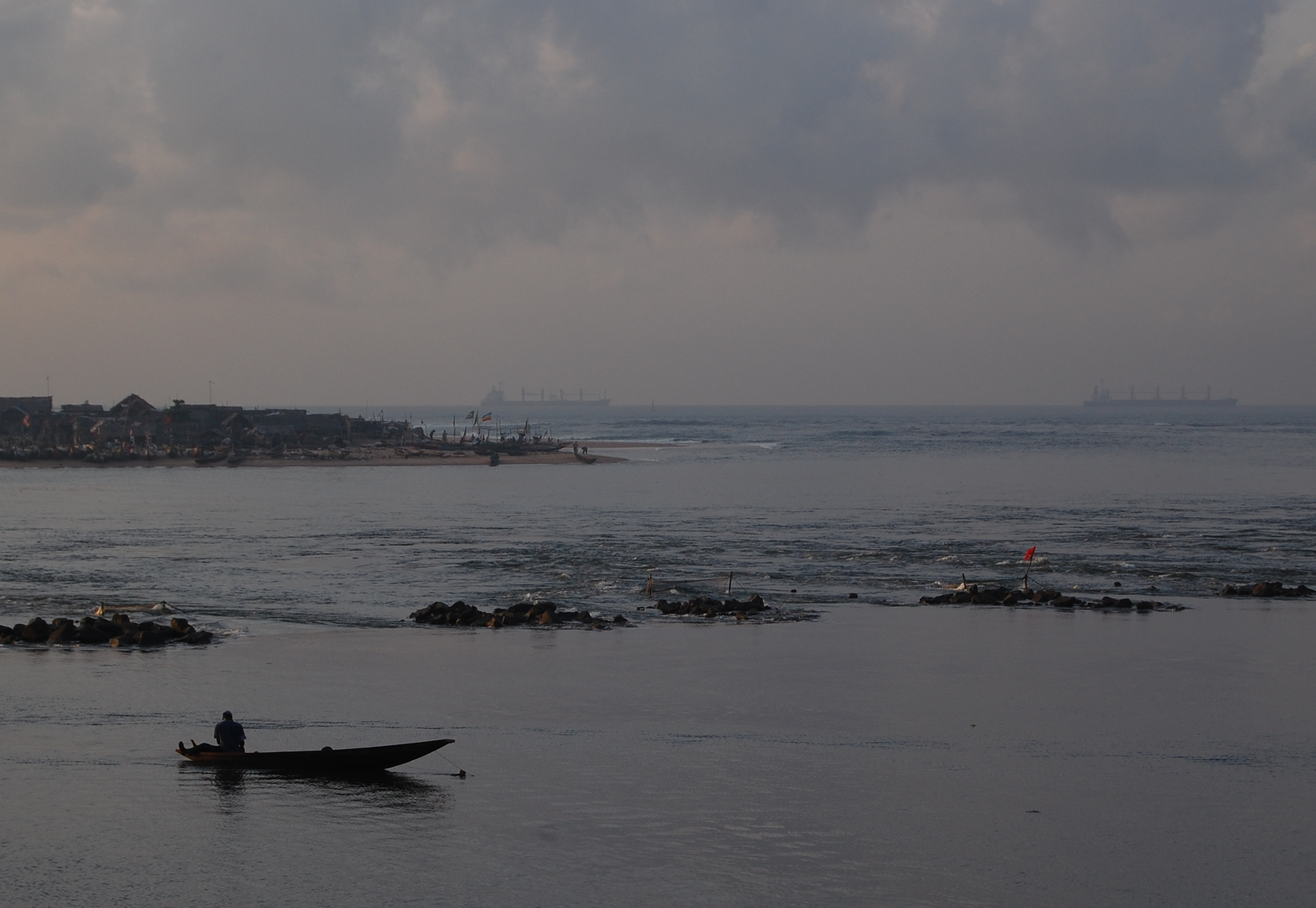
Ujście rzeki Ouémé do Oceanu Atlantyckiego w Kotonu

Benin jest niewielkim państwem leżącym w Afryce Zachodniej nad Zatoką Beninu (część Zatoki Gwinejskiej). Do roku 1960 państwo to było kolonią francuską. Po dziś dzień językiem urzędowym jest tam francuski.

## Granice
Benin graniczy z następującymi krajami (podano długość granic):
- Burkina Faso – 306 km
- Niger – 266 km
- Nigeria – 773 km
- Togo – 664 km

Długość linii brzegowej – 121 km.

## Budowa geologiczna i rzeźba
Benin dzieli się na trzy jednostki morfologiczne. Nizinna równina wybrzeża, płaskowyż krystaliczny w centrum i góry Atakora na północnym zachodzie. Benin jest krajem stosunkowo nizinnym, jedynie na północy, a zwłaszcza na północnym zachodzie, teren staje się wyżynny. Najwyższy szczyt w górach Atakora, leżący na granicy z Togo Sokbaro ma jedynie 658 m n.p.m., kolejny Tanekas jest o 17 metrów niższy. Góry Atakora są górami wyspowymi leżącymi na krystalicznym płaskowyżu o średniej wysokości 400 m n.p.m. Same góry zbudowane są z kwarcytu, pochodzącego z górnego prekambru. Wybrzeże Beninu usłane jest piaszczystymi wydmami, które odgradzają długie laguny i jeziora. Do wybrzeża przylega silnie zerodowana i pocięta dolinami rzek nizina.

## Klimat
Kraj podzielony jest na dwie strefy klimatyczne – równikową wilgotną na wybrzeżu (do 50 km w głąb lądu) i podrównikową w centralnej części kraju i na północy. Północ Beninu leży w strefie klimatu charakterystycznego dla strefy Sahelu, charakteryzującego się większą suchością niż obszary leżące na południu.
Klimat równikowy na południu jest zdominowany przez duże opady w ciągu roku 1000–1200 mm. Dodatkowo w części wschodniej przy granicy z Nigerią opady deszczu dochodzą do 1500 mm rocznie. Im dalej na północ, tym opady są niższe z coraz wyraźniej zaznaczoną porą suchą. W środkowej części kraju występuje jedna pora sucha, a dalej na północ dwie pory suche. Jeszcze dalej na północ kraju klimat przechodzi w suchą odmianę klimatu podrównikowego – pora bez deszczu trwa tam pół roku, a w pobliżu rzeki Niger nawet siedem miesięcy. W północnej części kraju opady są dużo mniejsze i wynoszą średnio 700 mm. Ich wysokość w danym miejscu zależy od oddalenia od oceanu – północny kraniec Beninu otrzymuje jedynie 500 mm deszczu rocznie. Pora sucha występuje w miesiącach zimowych (styczeń-luty).
Na wybrzeżu utrzymują się stałe temperatury, praktycznie bez większych wahań, dochodzące do 26–29 °C. Dobowe amplitudy temperatur są niskie, przez całą dobę panuje także wysoka wilgotność powietrza. Amplitudy wzrastają wraz z oddaleniem od oceanu. Na północy kraju w porze suchej występują upały powyżej 30 °C, w czasie pory deszczowej temperatura obniża się o kilka stopni. Bezpośrednio po deszczach wynosi około 23–25 °C. Różnice między temperaturami dnia i nocy wynoszą 5-10 stopni.

## Wody
Rzeki płynące w Beninie należą do dorzecza Nigru i Wolty (zlewisko Oceanu Atlantyckiego). Ze względu na wysokie opady są one bardzo zasobne w wodę. Największą rzeką Beninu jest Ouémé z dopływami: Zou i Okpara. Ouémé oraz jej dopływ Couffo są żeglowana na długości 50 km, pozostałe rzeki na znacznie krótszych odcinkach. Żeglowność oznacza tu możliwość przepłynięcia dużego statku lub barki (do celów handlowych i przemysłowych), jednak miejscowa ludność używa także łódek i czółen, mogących pokonywać odcinki rzek niedostępne dla większych jednostek pływających. Stan wód w rzekach ulega wahaniom w zależności od opadów, także tych w sąsiednich państwach.

## Gleby
Większość terytorium Beninu pokrywają typowe dla sawann gleby ferruginowe. W południowo-wschodniej części kraju występują ferrality, na których rosną lasy tropikalne. Wybrzeże jest zdominowane przez bagienne gleby lasów namorzynowych.

## Flora
Szata roślinna Beninu jest zróżnicowana. Przyczyną jest duża rozciągłość południkowa kraju (650 km). Południe kraju zdominowane jest przez lasy tropikalne, obecnie w dużym stopniu zdegradowane i zastąpione przez pola uprawne i gaje oliwne. Na wybrzeżu gdzieniegdzie rosną lasy namorzynowe. Centralna część Beninu pokryta jest sawanną drzewiastą, a północna jest o wiele mniej zadrzewiona. Północne krańce Beninu porośnięte są miejscami suchą odmianą sawanny, w których drzewa rosną w dużym rozrzedzeniu, a trawy są niskie. W takich sawannach można spotkać takie drzewa jak baobaby i inne drzewa butelkowe.

## Fauna
Faunę Beninu reprezentują takie gatunki jak słonie, bawoły oraz małpy głównie szympansy i pawiany. Na sawannach występują antylopy, hieny, a w rzadkości lwy. Nad rzekami bytują hipopotamy i krokodyle.
Benin posiada kilka parków narodowych i dużą liczbę rezerwatów rozsianych po całym kraju. Najbardziej znanym parkiem narodowym w Beninie jest Pendjari.